# Diaspora unitarienne de Bereg
 (mai 2017).
Si vous disposez d'ouvrages ou d'articles de référence ou si vous connaissez des sites web de qualité traitant du thème abordé ici, merci de compléter l'article en donnant les références utiles à sa vérifiabilité et en les liant à la section « Notes et références ».
La Diaspora unitarienne de Bereg (Beregi Unitárius Szórvány) est une circonscription non territoriale dépendant de l'arrondissement ecclésiastique unitarien de Hongrie de l'Église unitarienne hongroise. 